# Rancherías
Mineral de Rancherías es una población en el municipio de Múzquiz, Coahuila, México.
La principal actividad es la minería seguida por algo de ganadería y agricultura en menor escala. Se caracteriza por sus viviendas de madera construidas a principios y mediados del siglo XX, que se podían mover de lugar mediante rodillos de acero que se le montaban en la parte inferior para su traslado.
Se ubica a 15 km de Ciudad Melchor Múzquiz (cabecera municipal) y a 6 km de Paláu, segunda población en importancia del municipio.